# Гиндукушская религия
Гиндуку́шская рели́гия — совокупность политеистических верований и культов архаичных нуристаноязычных и дардоязычных племён, распространённых в труднодоступных долинах бассейнов рек Кунар (Читрал) и Алинагар (притоки р. Кабул) к югу от Гиндукушского хребта. Связана происхождением с подвергшимися субстратному влиянию местного неиндоевропейского населения культами индоиранских племён (ариев), вторгшихся в Южную Азию в сер. II тыс. до н. э. Последователи гиндукушского язычества, основную часть которых составляли нынешние нуристанцы, сохранялись довольно массово до XIX века, в настоящее время религия практически вытеснена исламом. Последним народом, часть которого (ок. 3 тыс. чел.) придерживается традиционных гиндукушских верований, являются дардоязычные калаши, проживающие в о́круге Читрал пакистанской провинции Хайбер-Пахтунхва.

## История
Гиндукушские верования, зафиксированные этнографами Нового времени и до сих пор наблюдаемые у калашей, будучи основаны на религии древних ариев и сохраняя многие индоевропейские архаизмы, прошли большой путь развития в условиях изоляции, влияния неиндоевропейского субстрата, а также позднего исламского воздействия. Культы «кафиров»-нуристанцев к XIX веке оказались в практической полной изоляции на фоне окончательного вытеснения исламом традиционных верований у соседних дардов, зафиксировать которые в первозданном виде западные этнографы не успели. Что касается калашей, то судьба этого дардоязычного народа оказалась тесно связана с соседними нуристанцами. Само происхождение этого народа связано с нуристанцами-вайгали (kalašüm), вторгшимися в Читрал в XV веке и воспринявшими местный дардский язык. Поэтому религия калашей сближается с нуристанской не только в мировоззрении, ритуалах и мифах, но и в именах божеств. С другой стороны, следует учитывать и влияние дардских верований на самих нуристанцев.
В отличие от калашей, оказавшихся в Британской Индии после проведения линии Дюранда, где они смогли сохранить традиционную религию, судьба религии кафиров была решена в 1896 году, когда афганский эмир Абдур-Рахман, совершив поход, подчинил непокорных горцев Кафиристана и начал их насильственную исламизацию. В первое время пережитки гиндукушской религии во множестве сохранялись в Нуристане, благодаря чему этнографы сумели записать множество мифов и зафиксировать обряды или их описания. В Нуристане даже сохранялась тайная языческая оппозиция, лелеявшая планы возвращения прежних порядков и религии. Но с уходом поколений, выросших в язычестве и возрастанием роли ислама в жизни нуристанцев, гиндукушская религия в Афганистане ушла в небытие.
Веру предков не смогли сохранить даже те нуристанцы, что бежали от исламизации в Читрал: через несколько десятилетий все они также были обращены в суннитский ислам и во многом способствовали переходу в ислам части родственных калашей.

## Мировоззрение и общая характеристика
Религия Гиндукуша представляет собой типичный политеистический племенной культ, в основу которого положена развитая мифология и жертвоприношения божествам. В традиционных представлениях гиндукушцев мир по сути ограничивается совокупностью долин, населяемых ими. За их пределами лежат «нечистые» земли Хаоса, населённые демонами и мусульманами. У последователей религии Гиндукуша зафиксирована трёхчастная структура мира:
- Урдеш — верхний мир из семи небес, на верхнем из которых (Ил-Мундж) пребывает бог Мон/Манди
- Мичдеш — срединный мир
- Юрдеш — нижняя обитель мёртвых

Большое значение придаётся дихотомии святости-чистоты и осквернения-нечистоты. Чистое связано с горами, козами, светом, жизнью. Нечистое — с мусульманами, женщинами в период менструации, смертью.
Несмотря на значительную трансформацию гиндукушской религии по сравнению с религией ариев и отсутствие таких важных арийских богов, как например, Митра, верования гиндукушцев сохраняют много арийских и шире индоевропейских архаизмов, например, культ коня, практически неиспользуемого в хозяйстве. Важная ритуальная роль отводится можжевельнику, почитаемому и в архаичных иранских культурах (авест. hāpərəsi-).

## Пантеон
Боги Гиндукуша обычно назывались словом delu (<*devaloka-), у прасунцев luzu (от leu «бог» < *deva-), devalog или deu у калашей. Пантеон состоит из многих богов, пользующихся разной степенью почитания и ответственных за разные стороны мироздания и социума. Функции богов часто пересекаются. Некоторые боги связываются с конкретными местностями и святилищами, другие носят отчётливо пангиндукушский характер. Божества, подобно индуизму, часто считаются эманациями Бога-Творца.

### Пантеон нуристанцев
- Имра/Ямра/Мара (кати Imrā, вайг. Yamrā, прасун Mārā) — верховный бог всех нуристанцев, творец, ожививший своим дыханием других богов, господин жизни и смерти. Бог неба и туч, он окружён сиянием и поместил на небе солнце и луну. Является также культурным героем, давшим кафирам скот и собак, пшеницу и орудия обработки почвы и научившим их хозяйственной деятельности. Главное святилище Имры/Мары, уничтоженное Абдур-Рахманом, располагалось в Прасуне. Имя бога происходит от арийск. *Yama-rājan- «Яма-царь», что свидетельствует о высокой роли Ямы в праарийской религии.
- Мунджем Малик (munǰem < *mandyama- «середина» и арабо-перс. mālik «царь») — изначально царь Среднего мира, имеющий образ прародителя-великана, убиваемого и возрождающегося в своём одноимённом сыне. Мунджем Малику посвящена зима, время перед грядущим возрождением природы.
- Мон/Манди (кати Mon, прасун Mandi) — главный борец с демонами, посылающий на землю дождь, могучий богатырь с луком и стрелами, посредник между людьми и богами. Имя возводится к др.-инд. Mahā(n)deva «Великий бог», которое изначально было общим почётным наименованием (например, Рудры и Вишну), а позже стало во всё большей степени применяться только к Шиве. Это подтверждается сходством мифологических сюжетов: Манди играет ключевую роль в завоевании богами небесной крепости великанов, а Шиве приписывают захват и разрушение летающей крепости асуров Трипура[2].
- Индр/Индер (кати Indr, ашкун Inder) — общеарийский Индра значительно утратил своё значение в северонуристанском пантеоне. Тем не менее на юге он пользовался значительным почётом, как покровитель рода и глава богов. Почитался покровителем виноградарства и изготовления вина, заменившего у кафиров сому. В Ваме ему был посвящён виноградник Indrakun.
- Гиш/Гивиш — бог войны у нуристанцев. В отличие от рассудительного Мона отличается безрассудством и недалёкостью. Почитание его возрастало в периоды военных походов.
- Вушум/Шомде (кати Wušum, парсун Šomde) — бог правосудия и богатства, как в виде скота, так и в виде золота, серебра и шелков.
- Догумрик/Доган (сев. Dogumrik, юж. Deogan, букв. «бог живой») — наместник Имры, часто сливающийся с Моном/Манди.
- Санджу/Сулмеч (кати Sanǰü, прасун Sülmeč) — подруга Гиша, убившего её отца Сану, по преданию бывшего «мусульманином», пытавшимся обратить кафиров в ислам. Ведала хранилищами пшеницы и запасами топлёного молока.
- Дизани/Дисни (Dizani, прасун Disni от dez- «творить»), Utai «жрица» — центральное женское божество, сестра «Творца» Имры. Представляет женское начало во всей его полноте. Предстаёт в виде Мирового древа, оказывающегося всем человечеством.
- Нирмали/Шуве — богиня, представляющую «нечистую» сторону женственности, ведает родами и менструациями.
- Багишт (*Bagiṣta- «самый подающий») — покровитель вод, дающий богатство
- Нонг/Зюзум — властитель зимней стужи
- Судрем/Суджум — бог погоды, жрец богов, связанный с можжевельником, отец Дизани.
- Семь Панеу — дикие небесные охотники, приносящие смерть
- Кшумаи/Киме — богиня альпийских лугов и диких коз, живущая на высочайшей вершине Гиндукуша — Тирич-Мир, покровительница урожая зерна и плодов.

### Пантеон калашей
- Дезау (dezau) «Творец», от нурист. dez- «творить» (ср. др.инд. dih-). Его также называют персомусульманскими именами Худай («Господь») и Пайдагарау (калаш. Paidagarau, ср. кхов. Paidagorak от перс. پروردگر Parvardegar‎ «Творец»). В целом соответствует Имре/Маре и Яме, давая и забирая души людей, но значительно менее деятельный, чем последний.
- Саджигор (Saǰig’or) — бог войны и дождя, каменный алтарь которого располагался в Румбуре.
- Верин(др), Шура Верин,  (Verin(dr), Šura Werin) — «Воин Непобедимый Индра» (*Śura- Apara- Indra-)[3], могущественный и опасный бог, принимающий самые торжественные клятвы. Ненавидит осквернение и любит вино.
- Махандеу (Mahandeu) соответствует Мону/Манди кафиров-нуристанцев, пророк и посредник между Дезау и людьми, вездесущий бог, всегда готовый услышать молитву.
- Ингау (Iŋgau) — бог весны и целительства.
- Джештак (Jeṣṭak, букв. «ветка») — богиня домашнего очага и жизненной силы, покровительница рода и детей. Её «храм» — место проведения родовых собраний, а символ — резная доска, украшенная деревянными бараньими или лошадиными головами.
- Дезалик (Dezālik) — сестра Дезау, покровительница женщин, родов и всего связанного с женской физиологией и социальной функцией — всего, что для мужчин считалось нечистым.
- Кушумаи (Kuṣumai), помимо нуристанского имеет также дардское имя Джач (Jac̣ < yakṣ(inī)) — богиня урожая полей и плодовых деревьев.
- Балумаин (Baḷumaín) — бог-всадник, иногда сам обращающийся конём, покровитель пастбищ и зимнего праздника Чаумос, когда всё сущее сливается воедино, во время которого он и является верхом на коне с юга, с мифической прародины калашей Цам, с которой он тесно связан.